# Martin Strel
Martin Strel, , slovenski maratonski plavalec, * 1. oktober 1954, Mokronog.
Strel je poklicni maratonski plavalec in večkratni svetovni rekorder v plavanju na dolgih progah.
Med njegove najodmevnejše dosežke sodi plavanje po celotnem toku največjih svetovnih rek. Leta 2002 je od izvira do izliva preplaval reko Mississippi in s tem postavil absolutni dolžinski rekord v maratonskih plavanjih. Ko je leta 2004 plaval po reki Jangce, je v 51 dneh preplaval 4003 kilometre in presegel rekord iz Mississippija. Leta 2003 je bil nominiran za prestižno športno nagrado laureus v kategoriji alternativna športna oseba leta. Doslej je bil petkrat vpisan v Guinnessovo knjigo rekordov. Leta 2009 je režiser John Maringouin o njem posnel dokumentarni film z naslovom Big River Man (Veliki rečni mož).
| Leto | Pot                         | Razdalja v km | Čas                 | Opombe                                             |
| ---- | --------------------------- | ------------- | ------------------- | -------------------------------------------------- |
| 1992 | Krka                        | 105           | 28 ur               |                                                    |
| 1993 | Kolpa                       | 62            | 16 ur               |                                                    |
| 1993 | Wuhan-Jangce, Modra reka    | 7.2           | 46 min, 8 sek       | 1. mesto na tekmovanju                             |
| 1994 | Lignano-Ravenna             | 162,5         | 55 ur, 11 min       | Svetovni rekord v neprekinjenem plavanju v oceanih |
| 1995 | Caorle-Umag                 | 56            | 55 ur, 11 min       | Izboljšan rekord Veljka Rogošiča (18 ur, 49 minut) |
| 1996 | Ljubljana-bazen             | 78            | 24 ur               |                                                    |
| 1996 | Zürich-bazen                | 41,2          | 12 ur               |                                                    |
| 1996 | Benetke-Portorož            | 100           | 41 ur, 11 min       |                                                    |
| 1997 | Rokavski preliv (La Manche) | 35,2          | 16 ur, 28 min, 5 s  |                                                    |
| 1997 | Afrika-Evropa               | 78            | 29 ur, 36 min, 57 s | Prvi, ki je preplaval iz Afrike v Evropo           |
| 1998 | Zürich-bazen                | 43            | 12 ur               |                                                    |
| 1998 | Ponce-Terracina             | 53            |                     | Neuspel poskus, prekinjeno po 23 urah              |
| 1998 | Mura (slovenski del)        | 36            | 3 ure, 20 min       |                                                    |
| 1998 | Ljubljanica                 | 25            | 5 ur, 45 min        |                                                    |
| 1999 | Koper-Gradež-Benetke        | 100           | 36 ur, 30 min       | Evropski rekord                                    |
| 1999 | Gardsko jezero              | 65            | 21 ur, 27 min, 35 s | Nov najboljši čas                                  |
| 2000 | Donava (celotni tok)        | 3004          | 58 dni              | Prvi, ki je preplaval Donavo od izvira do izliva   |
| 2001 | Donava (odsek)              | 504,5         | 84 ur, 10 min       |                                                    |
| 2002 | Mississippi                 | 3797          | 68 dni              | Prvi, ki je preplaval reko od izvira do izliva     |
| 2003 | Paraná                      | 1930          | 24 dni              |                                                    |
| 2004 | Jangce                      | 4003          | 50 dni              |                                                    |
| 2005 | Vltava (odsek)              | 364           | 7 dni               |                                                    |
| 2006 | Drava                       | 400           | 7 dni               |                                                    |
| 2007 | Amazonka                    | 5268          | 66 dni              |                                                    |
| 2024 | Ljubljanica (odsek)         | 24            |                     |                                                    |